# Hatta (Emirats Àrabs Units)
Hatta és una vila dels Emirats Àrabs Units que es troba a l'emirat de Dubai. Es troba a la frontera amb el sultanat d'Oman, a les muntanyes Al Hajar, uns 130 km a l'est de la ciutat de Dubaï.
L'antiga vila de Hatta inclou dues torres militars del segle xviii i la mesquita Juma (construïda el 1780), l'edifici més antic de Hatta. Es una destinació habitual de les famílies de Dubai que volen escapar de la calor i humitat de la costa.
La Dubai Electricity and Water Authority (DEWA) planeja una central hidroelèctrica reversible de 250 MW a Hatta el desembre de 2016.